# اوبوزرسکی
اوبوزرسکی (به لاتین: Obozersky) یک منطقهٔ مسکونی در روسیه است که در استان آرخانگلسک واقع شده‌است.